# Лещенко, Алексей Яковлевич
Але́ксей Я́ковлевич Ле́щенко (17 марта 1906, Васильевка, Таврическая губерния — 9 августа 1970, Киев) — советский военный, участник обороны Севастополя, в 1941—1942 годах — командир 35-й бронебашенной батареи Севастопольского оборонительного района.

## Биография
Родился 4 (17) марта 1906 в посёлке Васильевка Александровского уезда (ныне Васильевка Запорожской области) в семье рабочих паровозного депо Якова Федотовича и Матрены Архиповны Лещенко. После окончания поселковой школы работал паровозным мастером в депо.
В декабре 1928 года призван на военную службу в Морские Силы Чёрного моря. В августе 1929-го, после окончания объединённой школы старшин учебного отряда МСЧМ, был направлен для дальнейшего прохождения службы на 35-й бронебашенной батарее. Через четыре месяца назначен командиром правой пушки второй башни батареи. В декабре 1931 года оставлен на сверхсрочную службу в должности старшины первой башни.
После окончания военно-морского училища в 1934 году, лейтенант Лещенко назначен помощником командира 1-й башни 35-й береговой батареи, а в сентябре 1936 года — помощником командира 35-й башенной батареи береговой обороны Черноморского флота.
В 1937 году по доносу, что лейтенант Лещенко имеет родственников среди белоэмигрантов за рубежом (известный за рубежом певец Пётр Лещенко действительно был его дядей) был арестован органами НКВД, исключен из партии. По ходатайству командования флотом в конце концов был освобождён, восстановлен в партии.
После завершения Курсов усовершенствования командного состава Народного комиссариата ВМФ, назначен командиром береговой батареи № 13. В сентябре 1940 года стал командиром 35-й береговой батареи крупного калибра.
В боевых действиях с начала обороны Севастополя. Первые боевые выстрелы были выполнены батареей 7 ноября 1941 года. Всего в этот день батарея № 35 провела четыре стрельбы выпустив 46 фугасных снарядов.
За семь месяцев войны 35-я батарея провела 59 стрельб. Было произведено 458 выстрелов. В результате её артогня было уничтожено до 10 автомашин, до 6 артиллерийских и минометных батарей и до 800 человек пехоты противника. В дальнейшем в период июньских боёв 1942 года 35-я батарея ежедневно вела огонь по войскам противника, а после гибели в окружении 30-й батареи стала последним резервом тяжёлой артиллерии Севастопольского оборонительного района. С целью подавить батарею немецкая авиация подвергала её регулярным мощным авиаударам.
В конце июня на батарее был развёрнут запасной командный пункт флота. Ночью 29 июня к батарее прибыл Военный совет флота во главе с вице-адмиралом Октябрьским. Чуть позже туда же перебралось командование и штабы Приморской армии и Береговой обороны флота. Лещенко было предписано организовать эвакуацию Военного совета флота на подводной лодке. Лещенко отправил командующего на большую землю последним самолётом, а штаб Приморской армии — на подводной лодке. Сам остался вместе с батарейцами.
Оставшись заместителем по береговой обороне генерала Новикова, который возглавил остатки обороны после бегства командования флотом, майор Лещенко собрал бойцов, находящихся в районе батареи, и держал оборону с ночи 30 июня. Гарнизон Херсонесского полуострова продержался сутки, удерживая круговую оборону вокруг батареи. 1—2 июля, когда закончились боевые снаряды, командир батареи приказал вести огонь в упор прямой наводкой практическими снарядами. Комбат Лещенко был контужен, но, придя в себя, отдал приказ готовить батарею к подрыву.
В ночь на 3 июля последний опорный пункт обороны Севастополя прекратил своё существование. Руководя отходом личного состава к береговой полосе, Алексей Лещенко был снова ранен. В бессознательном состоянии краснофлотцы погрузили своего командира на один из последних морских охотников, на котором он был эвакуирован в Новороссийск.
Представление на присвоение майору Лещенко звания Герой Советского Союза было аннулировано по неизвестным причинам. За оборону Севастополя награждён орденом Красного Знамени. Орден и медаль «За оборону Севастополя» Алексей Яковлевич получил одним из последних.
После лечения А. Я. Лещенко был назначен командиром 117-го артиллерийского дивизиона Новороссийской военно-морской базы. Участвовал в Южно-Озёрской десантной операции, создании и поддержании плацдарма в районе Мысхако, известного как «Малая земля». Вёл артиллерийскую дуэль с вражеской артиллерией на Тамани, а с 30 апреля 1944 года его дивизион принимал участие в освобождении Севастополя.
За «откровенные разговоры» про последние дни обороны Севастополя, командир 117-го артдивизиона Черноморского флота майор А. Я. Лещенко был откомандирован в распоряжение коменданта береговой обороны Тихоокеанского флота. После войны продолжал службу на Балтике. Уволился в запас по состоянию здоровья в декабре 1953 года в звании подполковника.
После увольнения из рядов ВС СССР 4 года работал начальником райжилуправления Подольского района Киева, занимался поисковой работой, литературной деятельностью. Вместе с ветеранами-черноморцами добился что одна из улиц нового киевского микрорайона получила название Героев Севастополя.
Скончался 9 августа 1970 года. Похоронен на Лукьяновском военном кладбище.

## Семья
Жена — Людмила Александровна Лещенко (род. 1922), во время Великой Отечественной войны — фельдшер.
Сын — Валерий Алексеевич Лещенко (род. 1944), работал в прокуратуре Украины.

## Награды
- орден Красного Знамени (27 июня 1942)
- орден Красной Звезды (3 ноября 1944)[5]
- орден Отечественной войны 1-й степени (22 декабря 1944)[6]
- орден Красного Знамени (20 июня 1949)[7]
- медаль «За оборону Севастополя» (22 ноября 1942)[8]
- медаль «За оборону Кавказа» (1 мая 1944)[9]
- медаль «За победу над Германией в Великой Отечественной войне 1941-1945 гг.» (9 мая 1945)[10]
- медаль «За победу над Японией» (30 сентября 1945)[11]
- орден Ленина (5 ноября 1954)[12]

## Память
Несмотря на то, что рукопись книги Лещенко о событиях на мысе Херсонес, написанная им в 1965 году, так и не была напечатана в СССР, в 2008 году писатели-маринисты Сергей Смолянников и Виктор Михайлов издали книгу «Веду бой… за правду», в основу которого положены рукописные воспоминания последнего командира 35-й батареи. Книга стала частью трилогии, в которую вошли также «Севастополь: неприступный и непокорённый» (2007) и «Заветный утёс бессмертия, памяти и скорби» (2009). В основу всех трех произведений положены дневники гвардии капитана А. Я. Лещенко.